# Grunwald (województwo łódzkie)
Grunwald – wieś w Polsce położona w województwie łódzkim, w powiecie zgierskim, w gminie Aleksandrów Łódzki.
W latach 1975–1998 miejscowość administracyjnie należała do ówczesnego województwa łódzkiego.